# Vojenský guvernér Paříže

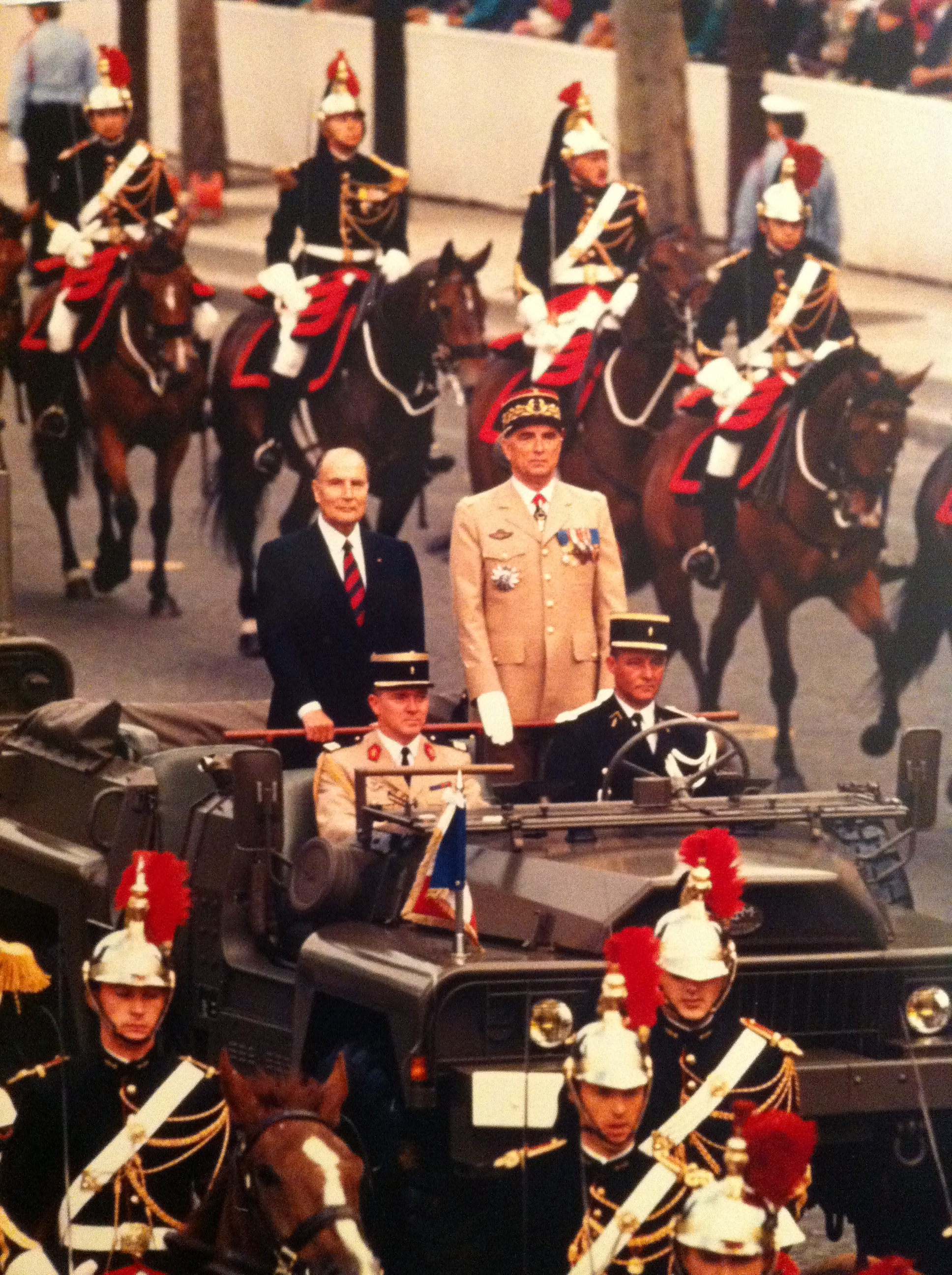
Prezident François Mitterrand a vojenský guvernér Paříže Hervé Navereau během vojenské přehlídky 14. července.

Vojenský guvernér Paříže (francouzsky gouverneur militaire de Paris) je hlavní velitel obranné a bezpečnostní zóny Paříže (zone de défense et de sécurité de Paris) a velící generál pozemní zóny Île-de-France. Je vojenským poradcem a spolu s policejním prefektem a prefektem zóny partnerem ozbrojených sil pro všechny záležitosti týkající se rozložení ozbrojených sil, pokud jde o civilní a hospodářskou obranu v Île-de-France. Zodpovídá za koordinaci armády a dalších složek přispívajících k civilní obraně. V případě realizace operačních opatření územní obrany je určeným velitelem pařížské obranné zóny.
Od ledna 2015 je vojenský guvernér Paříže operačním velitelem operace Sentinelle v Île-de-France. Pod jeho velením je nasazeno až 7000 vojáků, kteří jsou spolu s vnitřními bezpečnostními silami zapojeni do boje proti terorismu v hlavním městě i v celém obranném pásmu.

## Historie funkce
Funkce vojenského guvernéra Paříže sahá až do období stoleté války, kdy se francouzští králové zabývali obranou Paříže a jejího okolí.
Dne 5. prosince 1356 byl francouzský král Jan II. uvězněn Angličany a dauphin, budoucí Karel V., jmenoval svého bratra Ludvíka, hraběte z Anjou a Maine, jako "poručíka dauphina a krále" v Paříži zodpovědného za obranu města. Povinnosti guvernéra Paříže byly primárně vojenské (shromažďování vojsk, organizování výzbroje a opevnění), ale poté se rozšířily na opatření pro udržování pořádku.
Ludvík XIV. vytvořil v roce 1667 funkci „poručík pařížského prévôta pro policii". Bezpečnost a udržování pořádku již nebyly v kompetenci vojenského guvernéra Paříže. Funkce zažila v průběhu staletí různé proměny pod různými názvy. Byla sice zrušena během Francouzské revoluce, ale obnovena v roce 1791 pod názvem „generální velitel ozbrojených sil v Paříži" (commandant général de la force armée à Paris), který byl zároveň velitelem 17. vojenské divize. Titul guvernéra se znovu objevil v roce 1804. Funkce byla potvrzena v rámci Restaurace Bourbonů i následujících režimů.

## Současná role vojenského guvernéra Paříže
Vojenský guvernér Paříže dnes zůstává garantem obrany pařížského regionu a jeho hlavním posláním je ochrana jeho obyvatelstva. To mu dává operační funkce jako veliteli armády v obranné zóně Île-de-France. Rovněž má roli v mnoha oficiálních ceremoniích.
Historicky bylo operační funkcí vojenského guvernéra Paříže zaručovat ochranu hlavního města a jeho obyvatel. Od roku 2015 se tak děje především prostřednictvím operace Sentinelle, jejímž je velitelem pro region Île-de-France.
Vojenský guvernér Paříže může také nasadit vojenské prostředky k posílení civilních orgánů v určitých situacích, například v případě velkých přírodních událostí. K tomu slouží například plán Neptun, který lze aktivovat v případě velké povodně na Seině, stejně jako tomu bylo během povodně v roce 1910. Vojenský personál (a prostředky) mohou být nasazeny pod vedením vojenského guvernéra Paříže, aby posílily civilní bezpečnostní síly (hasiči a záchranné služby) a jednotky vnitřní bezpečnosti (policie a četnictvo) při evakuačních, zásobovacích nebo záchranných akcích.
Kromě operačních aspektů poskytuje vojenský guvernér Paříže podporu mnoha vojenským jednotkám přítomným v oblasti, jako je např. pevnost Mont Valérien, letecká základna 107 Villacoublay, několik pluků a různá výcviková střediska. To může zahrnovat infrastrukturu, logistiku, řízení lidských zdrojů a v případě potřeby repatriaci a péči o zraněné.
Vojenský guvernér Paříže také organizuje řadu akcí na pomoc válkou zraněným vojákům i rodinným pozůstalým. Ze své funkce spolupracuje s organizací CABAT (Cellule d’aide aux blessés de l’armée de Terre), s níž úzce spolupracuje na různých projektech. Tato jednotka monitoruje (administrativní a sociální) zraněné a jejich rodiny. Pomáhá jim při jejich opětovném začlenění do ozbrojených sil nebo přechodu do civilního sektoru. Vojenský guvernér Paříže zároveň každoročně pořádá různé dobročinné akce ve prospěch zraněných a pozůstalých rodin: koná se například guvernérův koncert v katedrále Saint-Louis des Invalides nebo odběry krve v Invalidovně, zejména 14. července.
Vojenský guvernér Paříže rovněž organizuje a zasahuje do mnoha oficiálních ceremonií:
- Je jedním z garantů kolektivní vojenské i civilní paměti. Podílí se na organizaci vzpomínkových ceremonií souvisejících s významnými válečnými konflikty (11. listopadu, 8. května, výzva z 18. června apod.).
- Vojenský guvernér Paříže také organizuje z rozhodnutí prezidenta republiky národní pocty vojákům a civilistům, které se zpravidla konají v Invalidovně (například za oběti útoků z 13. listopadu 2015 nebo k poctě Simone Veilové v roce 2017 nebo Charlese Aznavoura v roce 2018).
- Každoročně organizuje vojenskou přehlídku 14. července. Vojenský guvernér organizuje a dohlíží na četné zkoušky až do přehlídky a připravuje přijetí pochodujících jednotek v pařížské oblasti. Ve stejný den je vojenský guvernér Paříže velitelem defilujících vojsk.
- Podílí se na vítání oficiálních a státních návštěv tím, že zřizuje vojenské pocty poskytované, obvykle v Invalidovně, hostujícímu zahraničnímu představiteli (obvykle hlavě státu nebo předsedovi vlády).

## Vojenští guvernéři Paříže

### Guvernéři Paříže zaancien régime
- Louis I. d'Anjou: 1356–1357
- William de Courcy: 1404
- Jean de Berry: 1411

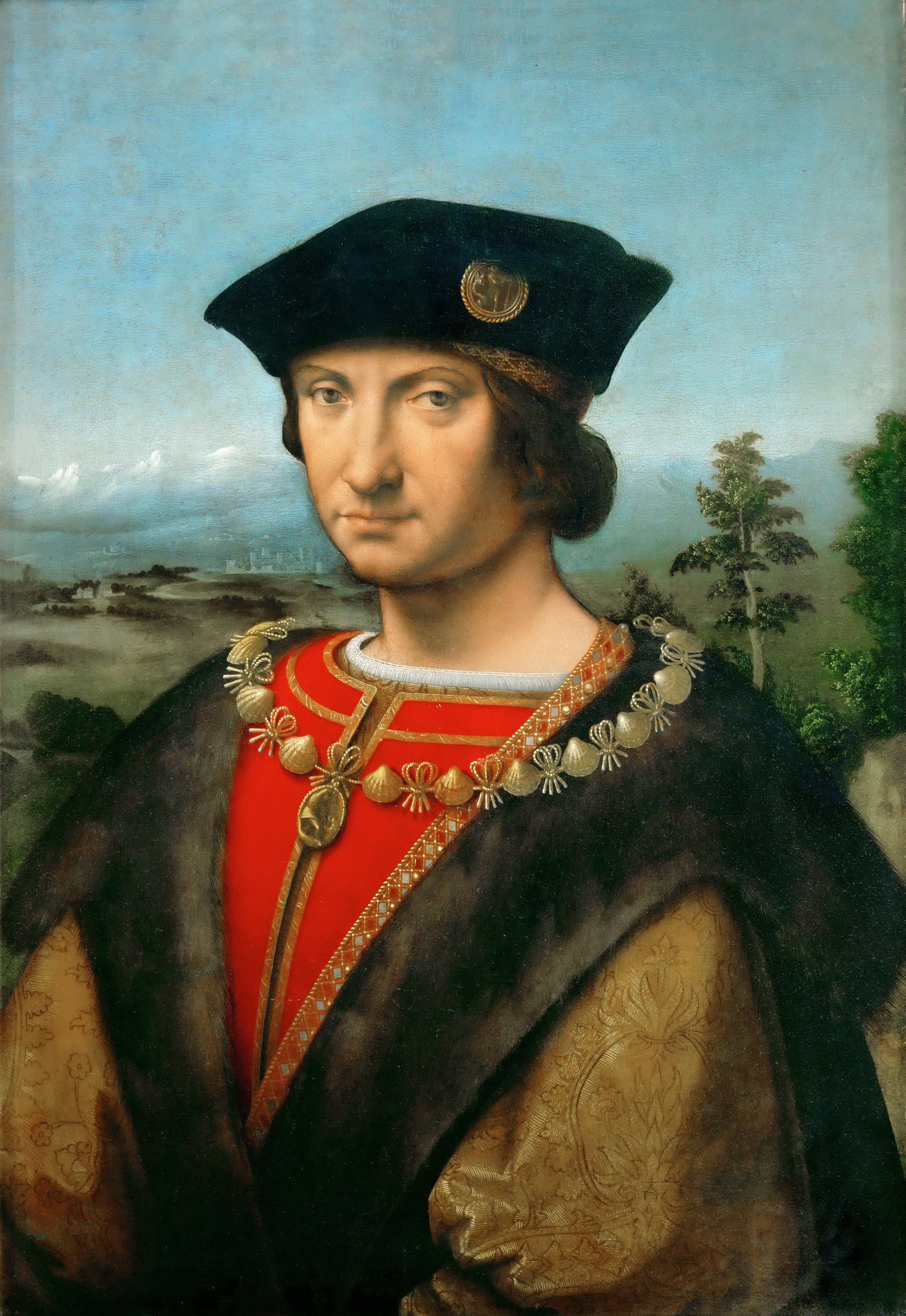
Charles II. d'Amboise, guvernér Paříže, 1493–1496.

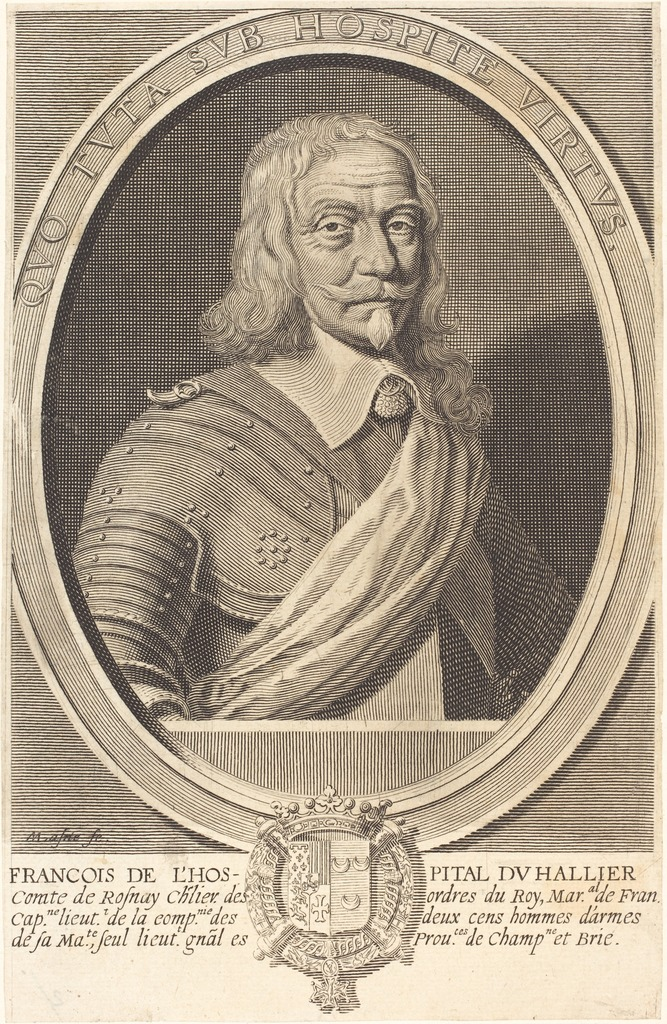
François de L'Hospital, guvernér Paříže, 1648–1657.

- Waléran III. Lucemburský, hrabě ze Saint-Pol a Ligny: 1411–1413
- Jean II. Lucemburský, hrabě z Ligny a Guise: 1418–1420
- Maršál Jean de La Baume: 1422–142?
- Jean de Villiers: 1429–14??
- Philippe de Ternant: 14??–14??
- Jacques de Villiers: 1461
- Charles d'Artois, hrabě z Eu: 1465
- Charles de Melun, baron z Landes a Normanville: 1465–1467
- Charles I. z Amboise, hrabě z Brienne: 1467–1470
- Charles de Gaucourt, vikomt z Aix: 147?–1472
- Antoine de Chabannes, hrabě z Dammartinu: 1472–147?
- Guillaume de Poitiers: 1478–14??
- Louis d'Orléans: 1483–1485
- Antoine de Chabannes, hrabě z Dammartinu: 1485–1488
- Gilbert de Montpensier: 14??–1494
- Charles II. d'Amboise: 1493–1496
- Antoine de La Rochefoucauld: 15??–15??
- Maršál Paul de Thermes: 1559–1562
- Maršál Charles I. de Cossé, hrabě z Brissacu: 1562–1563
- Maršál François de Montmorency: 15??–1572
- René de Villequier, vikomt z La Guerche: 1580
- Francois d'O: 158?–1589
- Charles-Emmanuel de Savoie: 1589–1590
- Jean Francois de Faudoas, hrabě z Belinu: 1590–1594
- Maršál Charles II. de Cossé: 1594
- Francois d'O: 1594
- Charles du Plessis: 1616
- Hercule de Rohan, vévoda z Montbazonu: 1643–16??
- François de L'Hospital, maršál: 1648–1657
- Ambroise-François de Bournonville, polní maršál: 1657–1662
- Antoine d'Aumont, markýz de Villequier, maršál: 1662–1669
- Gabriel de Rochechouart: 1669–1675
- Charles III. de Créquy, vévoda z Poix: 1676–1687
- Léon Potier, vévoda z Gesvres: 1687–1704
- vévoda z Tresmes, 1704–1739
- Bernard Potier, vévoda z Gesvres: 1739–1757
- Charles Louis d'Albert, vévoda z Chevreuse a Luynes: 1757–1771
- maršál Jean Paul Timoléon de Cossé-Brissac, vévoda de Brissac: 1771–1780
- generálmajor Louis Hercule Timoléon de Cossé-Brissac, vévoda de Brissac: 1780–1791

### Generální velitelé ozbrojených sil v Paříži
- Generál Louis d'Affry: 1791–1792

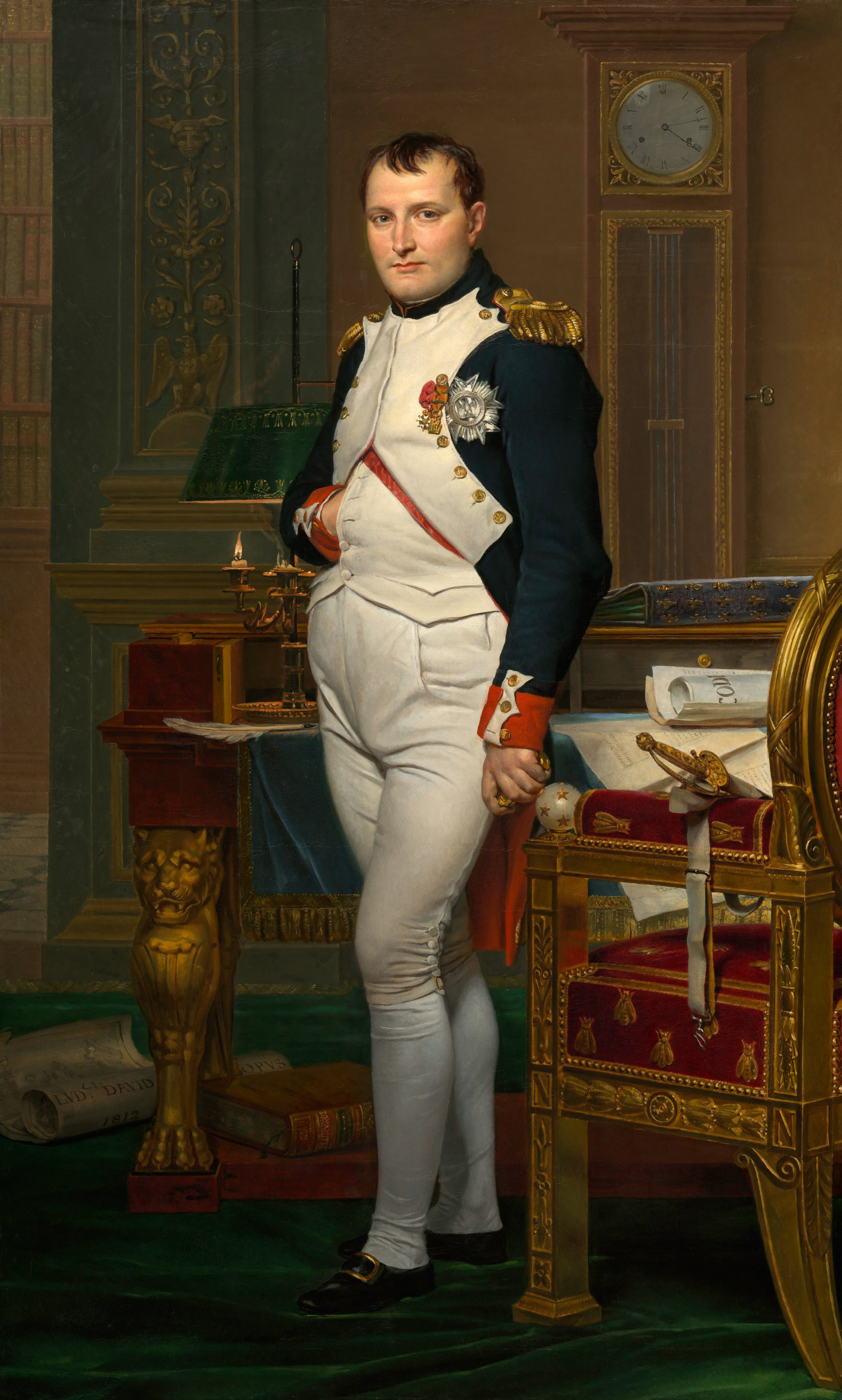
Napoleon Bonaparte, generální velitel ozbrojených sil v Paříži, 1795–1796.

- Generál Jacques-François de Menou: 1792–1794
- Generál Jean Thierry: 1794–1795
- Generál Jacques-François de Menou: 1795
- Generál Paul de Barras: 1795
- Generál Napoleon Bonaparte: 1795–1796
- Generál Jacques Maurice Hatry: 1796–1797
- Generál Pierre Augereau: 1797
- Generál Louis Lemoine: 1797
- Generál Jean-François Moulin: 1797–1798
- Generál Joseph Gilot: 1798–1799
- Generál Barthelemy Catherine Joubert: 1799
- Generál Jean-Antoine Marbot: 1799
- Generál Francois Joseph Lefebvre: 1799–1800
- Generál Édouard Mortier: 1800–1803

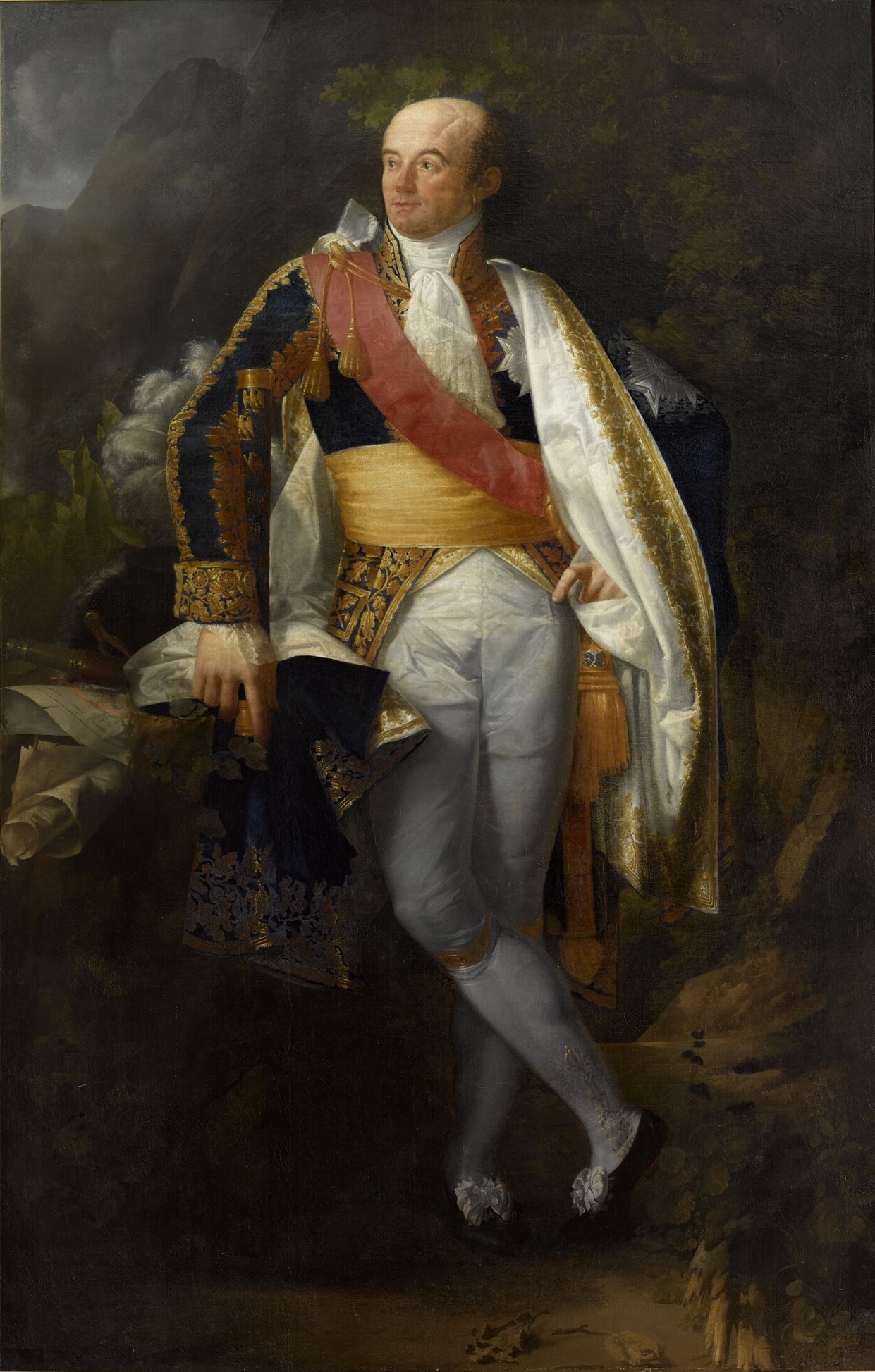
Maršál Catherine-Dominique de Pérignon, vojenský guvernér Paříže, 1816–1818.

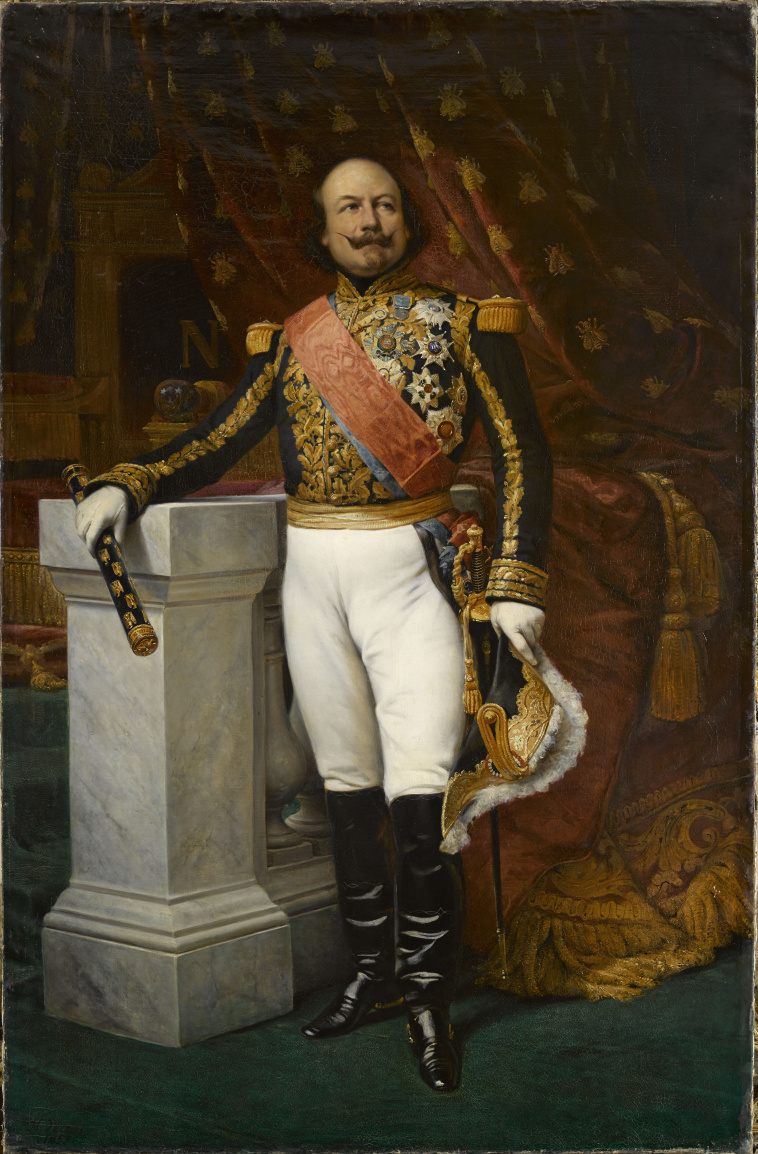
Maršál François Certain de Canrobert, vojenský guvernér Paříže, 1865–1870.

- Generál Jean Andoche Junot: 1803–1804

### Vojenští guvernéři Paříže
- Generál Joachim Murat: 1804–1805
- Princ Louis Bonaparte: 1805–1806
- Maršál Joachim Murat: 1806
- Generál Jean Andoche Junot: 1806–1807
- Generál Pierre-Augustin Hulin: 1807–1814
- Generál Louis de Rochechouart: 1814
- Generál Louis Sébastien Grundler: květen 1814 – leden 1815
- Generál Nicolas-Joseph Maison: 1815
- Generál Pierre-Augustin Hulin: 1815 (sto dnů)
- Maršál André Masséna: červenec 1815
- Generál Nicolas-Joseph Maison: červenec – září 1815
- Generál Hyacinthe Despinoy: 1815–1816
- Maršál Catherine-Dominique de Pérignon: 1816–1818
- Generál Nicolas-Joseph Maison: 1819–1821
- Maršál Auguste de Marmont: 1821–1830
- Generál Pierre-Claude Pajol: 1830–1842
- Generál Tiburce Sebastiani: 1842–1848
- Generál Nicolas Changarnier: 1848–1851
- Generál Achille Baraguey d'Hilliers: 1851
- Maršál Bernard Pierre Magnan: 1851–1865
- Maršál François Certain de Canrobert: 1865–1870
- Maršál Achille Baraguey d'Hilliers: 1870
- Generál Louis Jules Trochu: 1870–1871
- Generál Joseph Vinoy: 1871
- Generál Paul de Ladmirault: 1871–1878
- Generál Edouard Aymard: 1878–1880
- Generál Justin Clinchant: 1880–1881
- Generál Alphonse Theodore Lecointe: 1882–1884
- Generálmajor Felix Gustave Saussier: 1884–1898
- Generál Émile Zurlinden: 1898–1899
- Generál Henri Brugere: 1899–1900
- Generálmajor Georges-Auguste Florentin: 1900–1901
- Generál Paul-Vincent Faure-Biguet: 1901–1903
- Generál Jean Dessirier: 1903–1906
- Generál Jean Baptiste Dalstein: 1906–1910
- Generál Michel Maunoury: 1910–1912
- Generál Victor-Constant Michel: 1912–1914
- Generálmajor Joseph Gallieni: 1914–1915
- Generál Michel Maunoury: 1915–1916
- Generál Auguste Dubail: 1916–1918
- Generál Adolphe Guillaumat: 1918
- Generál Charles Emile Moinier: 1918–1919
- Generál Pierre Berdoulat: 1919–1923
- Generál Henri Gouraud: 1923–1937
- Generál Gaston Billotte: 1937–1939
- Generál Pierre Hering: 1939–1940
- Generál Henri Dentz: červen 1940

### Období okupace
Za německé okupace měla Paříž německé vojenské guvernéry, jejichž přesný titul zněl „Stadtkommandant von Gross-Paris":
- Generálporučík Ernst Schaumburg: 31. července 1940 – 30. dubna 1943
- Generálporučík Hans von Boineburg-Lengsfeld: 1. května 1943 – 6. srpna 1944
- Generál pěchoty Dietrich von Choltitz: 7. srpna – 25. srpna 1944

### Vojenští guvernéři Paříže (od roku 1944)

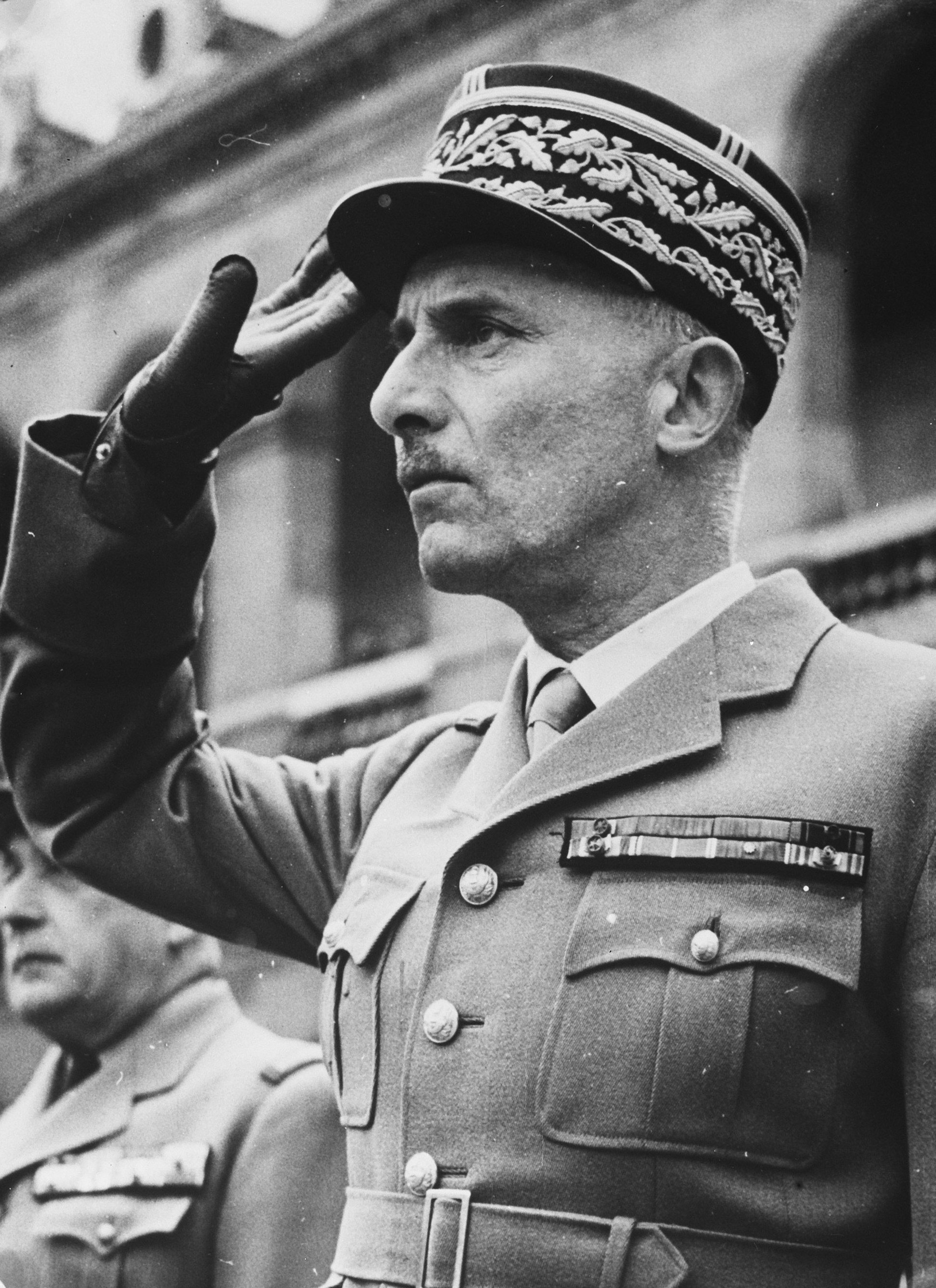
Generál Henri Zeller, vojenský guvernér Paříže, 1953–1957.

- Generál Philippe Leclerc: srpen 1944
- Generál Marie Pierre Koenig: 1944–1945
- Generál Paul Legentilhomme: 1945–1947
- Armádní generál René Chouteau: 16. ledna 1947 – březen 1953
- Armádní generál Henri Zeller: 1953–1957
- Generál Louis-Constant Morliere: 1957–1958
- Generál Pierre Garbay: 1958–1959
- Generál Raoul Salan: 1959–1960
- Generálporučík Maurice Gazin: 1960
- Armádní generál André Demetz: 1960–1962
- Generál Louis Dodelier: 1962–1965
- Generál Philippe de Camas: 1965–1968
- Generál Andre Meltz: 1968–1971
- Armádní generál Bernard Usureau: 1971–1973
- Generálporučík Philippe Clave: 1973–1975
- Generál Jean Favreau: 1975–1977
- Generálporučík Jacques de Barry: 1977–1980
- Armádní generál Jeannou Lacaze: 15. září 1980 – 1981
- Generálporučík Roger Périer: 1981–1982
- Armádní generál Alban Barthez: 1982–1984
- Generálporučík Michel Fennebresque: 1984–1987
- Armádní generál Hervé Navereau: 1987–1989
- Armádní generál Daniel Valéry: 1991–1992
- Armádní generál Michel Guignon: 1992–1996
- Generálporučík Michel Billot: 1996–2000
- Armádní generál Pierre Costedoat: 2000 – 31. října 2002
- Armádní generál Marcel Valentin: 1. listopadu 2002 – 31. července 2005
- Generálporučík Xavier de Zuchowicz: 1. srpna 2005 – 31. července 2007
- Armádní generál Bruno Dary: 1. srpna 2007 – 31. července 2012
- Armádní generál Hervé Charpentier: 1. srpna 2012 – 30. července 2015
- Generálporučík Bruno Le Ray: 31. července 2015 – 30. července 2020
- Generálporučík Christophe Abad: 31. července 2020